# Pyticeropsis bruchi
Pyticeropsis bruchi is een keversoort uit de familie mierkevers (Cleridae). De wetenschappelijke naam van de soort is voor het eerst geldig gepubliceerd in 1916 door Schenkling.